# Lotta sulla spiaggia ai III Giochi del Mediterraneo sulla spiaggia
I tornei di lotta sulla spiaggia ai III Giochi del Mediterraneo sulla spiaggia si sono svolti dal 12 al 13 settembre 2019 a Heraklion, in Grecia.
Sono state attribuite medaglie in 4 categorie di peso maschili (fino a 70 kg., fino a 80 kg., fino a 90 kg. e oltre 90 kg.) e 3 femminili (fino a 60kg., fino a 70 kg. e oltre 70 kg.).

## Podi

### Uomini
| Evento       | Oro                     | Argento                        | Bronzo                 |
| fino a 70 kg | Quentin Sticker         | Nikos Arzoumanidis             | Khaier Eddine Ben Tlil |
| fino a 80 kg | Christos Christoforidis | Chawki Doulache                | Gabriele Doro          |
| fino a 90 kg | Christos Samartsidis    | Angelos Kouklaris              | Tomislav Hader         |
| oltre 90 kg  | Omar Sarem              | Apostolos Panagiotis Tsiovolos | Achilleas Chrysidis    |

### Donne
| Evento       | Oro                  | Argento                    | Bronzo                     |
| fino a 60 kg | Francesca Indelicato | Chaimaa Fouzia Aouissi     | Maria Victoria Baez Dilone |
| fino a 70 kg | Lydia Pérez Touriño  | Manon Kury                 | Lygeri Athanasia Voulgari  |
| oltre 70 kg  | Stefania Zacheila    | Aikaterini Eirini Pitsiava | Angélique Gonzalez         |

## Medagliere
| Posiz. | Nazione | Oro | Argento | Bronzo | Totale |
| ------ | ------- | --- | ------- | ------ | ------ |
| 1      | Grecia  | 3   | 4       | 2      | 9      |
| 2      | Francia | 1   | 1       | 1      | 3      |
| 3      | Italia  | 1   | 0       | 1      | 2      |
| 3      | Spagna  | 1   | 0       | 1      | 2      |
| 5      | Siria   | 1   | 0       | 0      | 0      |
| 6      | Algeria | 0   | 2       | 0      | 2      |
| 7      | Tunisia | 0   | 0       | 1      | 1      |
| 7      | Croazia | 0   | 0       | 1      | 1      |
| Totale | Totale  | 7   | 7       | 7      | 21     |